# Powiat krakowski
Powiat krakowski (Kraków Distrikt) er en powiat i Polen i województwo małopolskie (Lillepolen). Kraków er administrationssæde for powiaten, men selve byen er ikke en del heraf. Powiat krakowski indeholder sytten gminaer, har et areal på 1.229,62 km² og et indbyggertal på 251.836 pr. 2009.
50°03′41″N 19°56′18″Ø / 50.0614°N 19.9383°Ø